# Seela Sing'isi
Seela Sing'isi ist ein Verwaltungsbezirk (Ward) des Distrikts Meru in der tansanischen Region Arusha.

## Geografie
Seela Sing'isi liegt im Norden von Tansania zwischen der Regionshauptstadt Arusha und der Distrikthauptstadt Usa River. Der Bezirk hat eine Fläche von 11 Quadratkilometern und ist ein schmaler Streifen in Nord-Süd-Ausdehnung, der im Süden etwa 1100 Meter hoch liegt und im Norden auf 1800 Meter Richtung Mount Meru ansteigt.
Bei der Volkszählung 2022 lebten hier 11.756 Menschen in 3485 Haushalten.

## Gliederung
Der Bezirk besteht aus drei Gemeinden (Mtaa) mit elf Orten (Kitongoji):
| Sing'isi - Nstoni - Mavinuni - Maringa - Kyaraa - Nkoafiri | Malala - Chemchem - Madira - Soweto | Seela - Nandere - Seela Kati - Kibenu |

## Wirtschaft und Infrastruktur
- Bildung: Die Sing'isi Secondary School bildet Jugendliche bis zur 4. Stufe aus.[6]
- Gesundheit: In Seela befindet sich eine Apotheke, die auch kleine chirurgische Eingriffe durchführt.[7]
- Verkehr: Die wichtigste Straße im Bezirk ist die asphaltierte Nationalstraße T2, die Arusha im Westen mit Moshi im Osten verbindet.[8]